# Diabète et troubles du comportement (modèle animal)

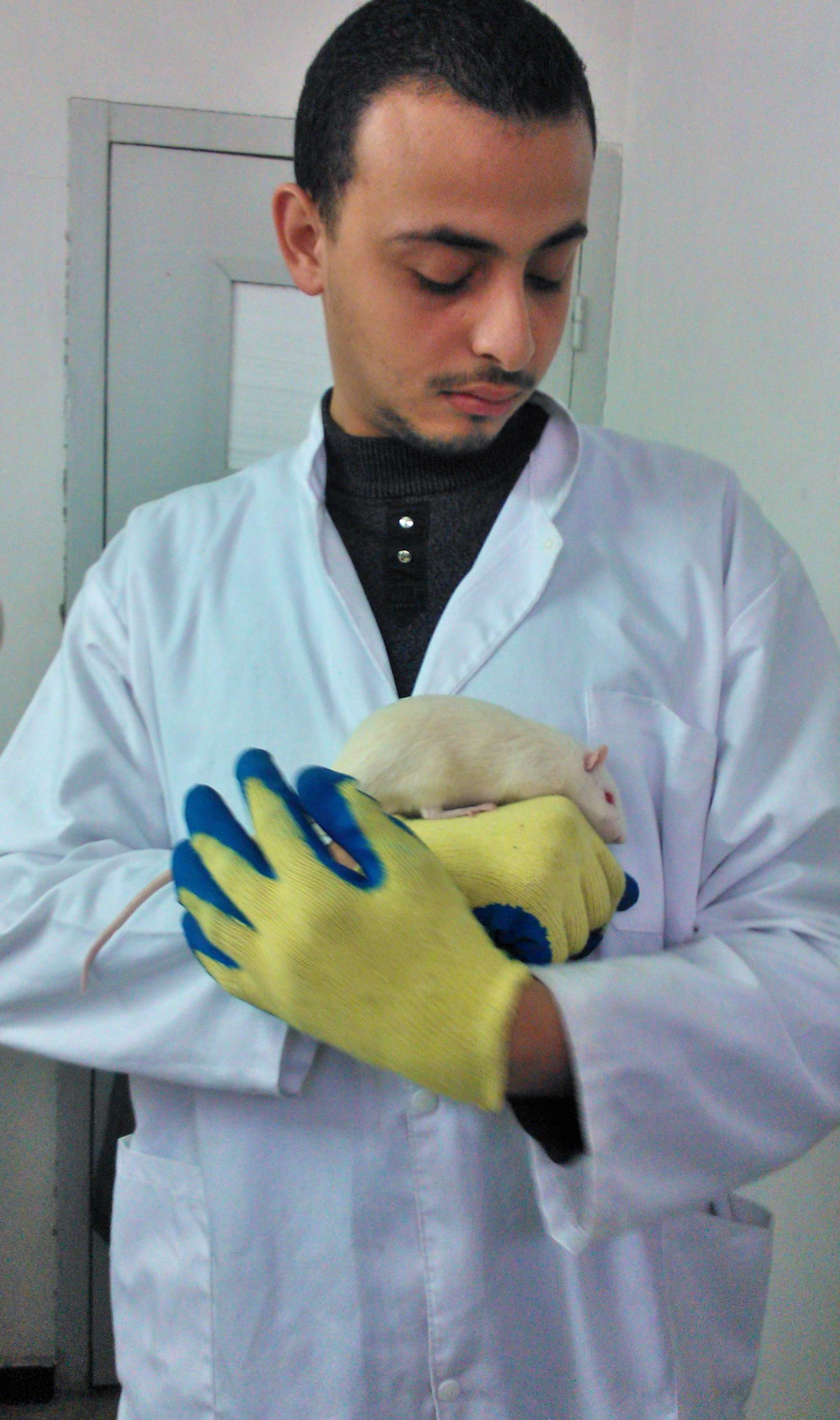
Prise en charge des rats diabétiques après induction expérimental de la maladie à l’aide de la STZ.

Le diabète et les troubles comportementaux sont des comportements anormaux qui peuvent être observés chez les animaux atteints de diabète. Les modèles animaux sont utilisés pour étudier les mécanismes sous-jacents des troubles du comportement chez les patients atteints de diabète et pour tester de nouveaux traitements pour les troubles du comportement chez les patients atteints de diabète. Les troubles du comportement ont été observés chez les animaux atteints de diabète depuis les années 1930. 

## Explication
Au XVIIe siècle l’un des pionniers de la recherche neuro-anatomique Thomas Willis mentionne pour la première fois cet axe de recherche mais il fallait encore attendre le début de 1974 pour que ce sujet soit révolutionné. La vraie difficulté rencontrée à l'époque est l’absence d’un modèle expérimental diabétique du rang des mammifères qui soit comparable à l’homme physiologiquement et socialement.
Les travaux de Porta sont les premiers à utiliser un modèle animal de l’ordre des rongeurs, le rat, pour étudier de plus prés le diabète. L’invention de la streptozotocine, une molécule qui possède une toxicité sélective sur les cellules β des îlots de Langerhans du pancréas endocrine a permis cet exploit. L’utilisation des modèles expérimentaux, essentiellement le rat et la souris représentent autant de voies d'accès dans la compréhension des déficits d'apprentissage et du comportement. Ainsi, de nombreux autres complications physiopathologiques et troubles immuno-endocriniens sont attribuables au diabète.

## Complications
Les observations de ces animaux révèlent des complications d’ordre physiopathologique dont une diminution dans la sensibilité périphérique des nerfs due à une perturbation de l’influx nerveux, rétinopathie, une neuro-dégénérescence générale et spécifique de la région CA1, CA2 de l’hippocampe. Ces complications semblent se répercuter négativement sur le comportement explorateur et l’état anxieux des animaux diabétiques. Ceci est décrit chez les rongeurs par les tests Elevated plus maze (en) (EPM) et Open Field (OF) dont la comparaison avec des rats témoins signale une persistance et une hypo-activité locomotrice aigüe représentée dans l’OF par une diminution de la distance parcourue, ceci lié à des dommages au niveau de la performance périphérique neuromotrice et oculaire des rats diabétiques selon Wuarin (1987). Il ajoute que l’injection de la STZ chez le rat conduit à la présence des déficits du système nerveux périphérique, une autotomie des membres inférieurs ainsi qu’une rétinopathie en plus d’un ralentissement de l'influx nerveux signalé par Gispen et Biessels (2000).
De même que l’OF, le test EPM signale une diminution du temps passé dans les bras ouverts par rapport aux bras fermés qui indiquerait un état d’anxiété amplifié[pas clair], attribué à l’hyperglycémie mais aussi un déficit d’apprentissage vis-à-vis de l’adaptation à cette tâche qui serait associer d’après plusieurs chercheurs à un processus de neuro-apoptose déclenché par le diabète et la formation d'espèces réactives d'oxygène ROS,. 
L’exposition à long terme du cerveau au (ROS) et aux espèces réactives nitrogène (RNS) jouent un rôle important dans la destruction neuronale à travers d’irréversibles dommages oxydative/nitrosative des macromolécules neuronales.